# R.O.S.E.
| Críticas profissionais | Críticas profissionais |
| Avaliações da crítica  | Avaliações da crítica  |
| Fonte                  | Avaliação              |
| ---------------------- | ---------------------- |
| Renowned for Sound     | [ 2 ]                  |
| PresPLAY OK            | [ 3 ]                  |

R.O.S.E. é o quarto álbum de estúdio da cantora e compositora britânica Jessie J. Foi lançado pela Republic Records em quatro partes, começando em 22 de maio de 2018 e terminando em 25 de maio de 2018, com uma parte sendo lançada em cada dia. As quatro partes lançadas foram R (Realisations), O (Obsessions), S (Sex) e E (Empowerment). Os títulos criam um acrônimo para ROSE, o nome de sua mãe e sua flor favorita. Jessie co-escreveu o álbum e trabalhou com produtores como DJ Camper e Kuk Harrell. As músicas "Real Deal", "Think About That", "Not My Ex" e "Queen" foram lançadas como singles antes do lançamento do álbum.

## Fundo
Após o lançamento do seu álbum anterior, Sweet Talker, Jessie começou a ter dificuldade em escrever e criar novas músicas. Em uma entrevista com a Billboard, ela afirmou: "Eu não estava curtindo a música que eu estava fazendo tanto quanto deveria. Eu não estava escrevendo porque eu não queria fazer música que me escapasse disso. Eu queria fazer música que me colocasse no sentimento. Mas para fazer isso eu tinha que ser muito forte, saber que eu não seria capaz de ser empurrada e cair, por isso demorei muito tempo, não sinto que tenha aprendido muito sobre mim mesma em qualquer outro momento da minha vida." Depois de algum tempo trabalhando com o DJ Camper, Jessie J se inspirou para escrever novamente. "[DJ Camper] colocou a batida de "Think About That" antes de sair para uma pausa. Eu chamei-o de idiota porque eu ainda não me sentia criativa. Eu não tinha realmente escrito uma música por dois anos, apenas alguma poesia. Mas enquanto eu me sentava lá e ouvia a batida, as palavras começaram a sair."

## Promoção
Em agosto de 2017, Jessie se juntou com a M&M para promover seu single "Real Deal". Nos meses seguintes, ela lançou "Think About That", "Not My Ex" e "Queen" como os singles restantes do R.O.S.E.

### R.O.S.E Tour (2017-2018)
Em 15 de setembro de 2017, Jessie J anunciou uma turnê de execução de shows íntimos. Em 20 de setembro de 2017, um data extra foi adicionada em Londres, no Shepherd's Bush Empire. Jessie J continuou a adicionar mais datas em 2018 em suporte a R.O.S.E..

## Lista de Faixas
| R.O.S.E. (Realisations) |                    |                       |                |         |  |
| N.º                     | Título             | Compositor(es)        | Produtor(es)   | Duração |  |
| 1.                      | "Oh Lord (Intro)"  | Jessica Cornish       | DJ Camper      | 1:37    |  |
| 2.                      | "Think About That" | Cornish Kuk Harrell   | DJ Camper      | 3:13    |  |
| 3.                      | "Dopamine"         | Cornish Darhyl Camper | DJ Camper      | 3:17    |  |
| 4.                      | "Easy On Me"       | Cornish Camper        | DJ Camper      | 4:59    |  |
| Duração total:          | Duração total:     | Duração total:        | Duração total: | 13:06   |  |

| R.O.S.E. (Obsessions) |                    |                                       |                       |         |  |
| N.º                   | Título             | Compositor(es)                        | Produtor(es)          | Duração |  |
| 5.                    | "Real Deal"        | Cornish Harrell Jonathan Veliotes Jr. | DJ Camper Kuk Harrell | 4:15    |  |
| 6.                    | "Petty"            | Cornish Camper Jr.                    | DJ Camper             | 3:02    |  |
| 7.                    | "Not My Ex"        | Cornish Camper Jr.                    | DJ Camper             | 3:30    |  |
| 8.                    | "Four Letter Word" | Cornish Camper Jr.                    | DJ Camper Jessie J    | 4:16    |  |
| Duração total:        | Duração total:     | Duração total:                        | Duração total:        | 15:02   |  |

| R.O.S.E. (Sex) |                   |                                                   |                        |         |  |
| N.º            | Título            | Compositor(es)                                    | Produtor(es)           | Duração |  |
| 9.             | "Queen"           | Cornish Camper Jr.                                | DJ Camper              | 3:24    |  |
| 10.            | "One Night Lover" | Cornish Camper Jr.                                | DJ Camper              | 4:04    |  |
| 11.            | "Dangerous"       | Cornish Camper Jr.                                | DJ Camper              | 4:00    |  |
| 12.            | "Play"            | Jerry Fuller David Foster Cheryl Lynn David Paich | Hitmaka Bongo ByTheWay | 3:07    |  |
| Duração total: | Duração total:    | Duração total:                                    | Duração total:         | 14:35   |  |

| R.O.S.E. (Empowerment) |                     |                |                |         |  |
| N.º                    | Título              | Compositor(es) | Produtor(es)   | Duração |  |
| 13.                    | "Glory"             | Cornish Camper | DJ Camper      | 3:28    |  |
| 14.                    | "Rose Challenge"    | Cornish Camper | DJ Camper      | 0:55    |  |
| 15.                    | "Someone's Lady"    | Cornish Camper | DJ Camper      | 4:28    |  |
| 16.                    | "I Believe in Love" | Cornish        | DJ Camper      | 3:49    |  |
| Duração total:         | Duração total:      | Duração total: | Duração total: | 12:42   |  |

## Pessoal
Créditos adaptados a partir do TIDAL.
Desempenho
- Jessica Cornish – vocais, vocais de fundo, composição
- Darhyl Camper – composição
- Thaddis Harrell – composição
- Jonathan Veliotes Jr. – composição
- Jerry Fuller – composição
- David Foster – composição
- Cheryl Lynn – composição
- David Paich – composição

Técnico
- Darhyl Camper – programação, produção
- Kuk Harrell – produção
- Hitmaka – produção
- Bongo ByTheWay – produção
- Simone Torres – engenharia
- Sauce Miyagi – engenharia
- Jaycen Josué – mixagem
- David Nakaji – assistência de mixagem
- Iván Jiménez – assistência de mixagem
- Maddox Chimm – assistência de mixagem

## Histórico de lançamento
| Lançamento       | Data               | Gravadora |
| ---------------- | ------------------ | --------- |
| R (Realisations) | 22 de Maio de 2018 | Republic  |
| O (Obsesssions)  | 23 de Maio de 2018 | Republic  |
| S (Sex)          | 24 de Maio de 2018 | Republic  |
| E (Empowerment)  | 25 de Maio de 2018 | Republic  |